# Heterusia lacrymosa
Heterusia lacrymosa là một loài bướm đêm trong họ Geometridae.